# Crystal Castles (Album)
Crystal Castles ist das selbstbetitelte Debütalbum des kanadischen Elektroduos Crystal Castles. Es erschien am 18. März 2008 auf Lies Records.

## Inhalt
Das Album ist eine Kompilation früherer ausverkaufter Singles der Band, frühen unveröffentlichten Tracks sowie drei eigens für das Album neu aufgenommenen Produktionen. Das Album schwankt zwischen aggressiven Electropunk-Stücken (Alice Practice, Xxzxcuzx Me), ruhigeren Elektro-Stücken (Untrust Us, Magic Spells, Vanished) sowie einem Schwenker in das Shoegaze/Dream-Pop-Genre mit Tell Me What To Swallow.
Beim Track Alice Practice handelt es sich um einen improvisierten Mikrofontest, welcher dem Label so gefiel, dass er (ohne das Wissen von Alice Glass) dem Album hinzugefügt wurde.

## Artwork
Das eigentliche Cover, welches das Album zieren sollte, stellte ein Madonna-Foto von Trevor Brown dar. Doch die Label-Vertriebe in den USA weigerten sich, ein Album mit einem Madonna-Gesicht und ohne jeglichen Inhalt von Madonna zu vertreiben. Brown, der Fotograf, stellte sich ebenfalls gegen die Nutzung des Fotos. So wurde letztendlich ein Foto der beiden Bandmitglieder, wie sie gebückt vor einer Garage stehen, als schlichtes Artwork genommen.

## Rezensionen
Das Album wurde bei Kritikern alles in allem gut aufgenommen. So lobte Pitchfork Media zum einen die Vitalität der Band, aber auch, dass die Unvorhersehbarkeit ein zentrales Element bei der Platte sei. Die Seite vergab 7,8/10 Punkte an das Album.
Harald Jakobs vergibt bei Plattentests.de 7/10 Punkte und schreibt:

„Ein gutes, eher bedächtig tanzendes Album, das die Schmerzen einer kleinen Roboterseele in vollen Zügen auskostet, ist "Crystal Castles" aber trotz der Diskussionen um die Integrität der Band. Der Rest ist vielleicht einfach ihr Verständnis von Punk-Ethik.“

## Samples
- "Untrust Us" sampelt den Song "Dead Womb" von Death from Above 1979.
- "Crimewave" nutzt den gleichnamigen Song der Noise-Rock-Band Health. "Courtship Dating" nutzt das Lied "Courtship" derselben Band.
- "Air War" beinhaltet eine Passage von "Thema (Omaggio a Joyce)" vom italienischen Avantgarde-Komponisten Luciano Berio.
- "Magic Spells" samplet den Song "The Message" von Grandmaster Flash & the Furious Five und beinhaltet ein Zitat aus der Miniserie V, einer Science-Fiction-Serie aus dem Jahr 1983.
- "Good Time" nutzt den Track "Good Times (Dance Mix)" von Drinking Electicity, einem schottischen Synthpop-Projekt aus den 80er Jahren.
- "Vanished" nutzt den Song "Sex City" von Van She.

## Titelliste
Alle Lieder – sofern nicht anders vermerkt – von Ethan Kath.
1. "Untrust Us" – 3.06 Ethan Kath, Death from Above 1979
2. "Alice Practice" – 2.42 Kath, Alice Glass
3. "Crimewave" – 4.18 Kath, Health
4. "Magic Spells" – 6.07
5. "Xxzxcuzx Me" – 1.54 Kath, Glass
6. "Air War" – 4.12
7. "Courtship Dating" – 3.30 Kath, Glass
8. "Good Time" – 2.56 Kath, Glass, Drinking Electricity
9. "1991" – 1.53
10. "Vanished" – 4.02 Kath, Van She
11. "Knights" – 3.03
12. "Love and Caring" – 2.18 Kath, Glass
13. "Through the Hosiery" – 3.07 Kath, Glass
14. "Reckless" – 3.28
15. "Black Panther" – 2.56 Kath, Glass
16. "Tell Me What To Swallow" – 2.14 Kath, Glass